# Valea Largă
Valea Largă (autrefois Țicud, Mezőceked en hongrois) est une commune roumaine du județ de Mureș, dans la région historique de Transylvanie et dans la région de développement du Centre.

## Géographie
La commune de Valea Largă est située dans l'ouest du județ, à la limite avec le județ de Cluj, dans les collines de Luduș, à 20 km au nord de Luduș et à 70 km à l'ouest de Târgu Mureș, le chef-lieu du județ.
La municipalité est composée des neuf villages suivants (population en 2002) :
- Grădini (256) ;
- Mălăești (5) ;
- Poduri (131) ;
- Valea Frăției (207) ;
- Valea Glodului (176) ;
- Valea Largă (1 829), siège de la municipalité ;
- Valea Pădurii (214) ;
- Valea Șurii (249) ;
- Valea Urieșului (312).

## Histoire
La première mention écrite du village date de 1332 sous le nom de Cheked.
La commune de Valea Largă a appartenu au royaume de Hongrie, puis à l'empire d'Autriche et à l'Empire austro-hongrois.
En 1876, lors de la réorganisation administrative de la Transylvanie, elle a été rattachée au comitat de Torda-Aranyos dont le chef-lieu était la ville de Torda.
La commune de Valea Largă a rejoint la Roumanie en 1920, au traité de Trianon, lors de la désagrégation de l'Autriche-Hongrie. Après le deuxième arbitrage de Vienne, elle a été occupée par la Hongrie de 1940 à 1944. Elle est redevenue roumaine en 1945.

## Politique
| Parti | Parti                                                 | Sièges |
| ----- | ----------------------------------------------------- | ------ |
|       | Parti national libéral (PNL)                          | 6      |
|       | Parti social-démocrate (PSD)                          | 3      |
|       | Alliance des libéraux et démocrates (ALDE)            | 2      |
|       | Union nationale pour le progrès de la Roumanie (UNPR) | 2      |

## Démographie
En 1910, la commune comptait 2 246 Roumains (93,74 %), 19 Hongrois (0,79 %) et 125 Roms (5,22 %).
En 1930, on recensait 2 732 Roumains (94,93 %), 22 Hongrois (0,76 %) et 124 Roms (9,31 %).
En 2002, 3 303 Roumains (97,75 %) côtoient 9 Hongrois (0,26 %) et 65 Roms (1,92 %). On comptait à cette date 1 347 ménages et 1 250 logements.
| 1850  | 1880  | 1900  | 1910  | 1930  | 1956  | 1977  | 1992  | 2002  |
| ----- | ----- | ----- | ----- | ----- | ----- | ----- | ----- | ----- |
| 1 461 | 1 557 | 2 067 | 2 396 | 2 878 | 3 864 | 4 158 | 3 509 | 3 379 |

| 2011  | - | - | - | - | - | - | - | - |
| ----- | - | - | - | - | - | - | - | - |
| 3 098 | - | - | - | - | - | - | - | - |

En 2011, 69,43 % de la population se déclare orthodoxes, 22,24 % témoins de Jéhovah — la plus forte concentration de Roumanie —, 2,93 % pentecôtistes et 1,29 % sans religion (3,22 % ne répondent pas à la question et 0,87 % déclarent une autre religion).

## Économie
L'économie de la commune repose sur l'agriculture (céréales et légumes) et l'élevage.

## Lieux et monuments
- Valea Largă, église orthodoxe de 1780.